# Třebíčko

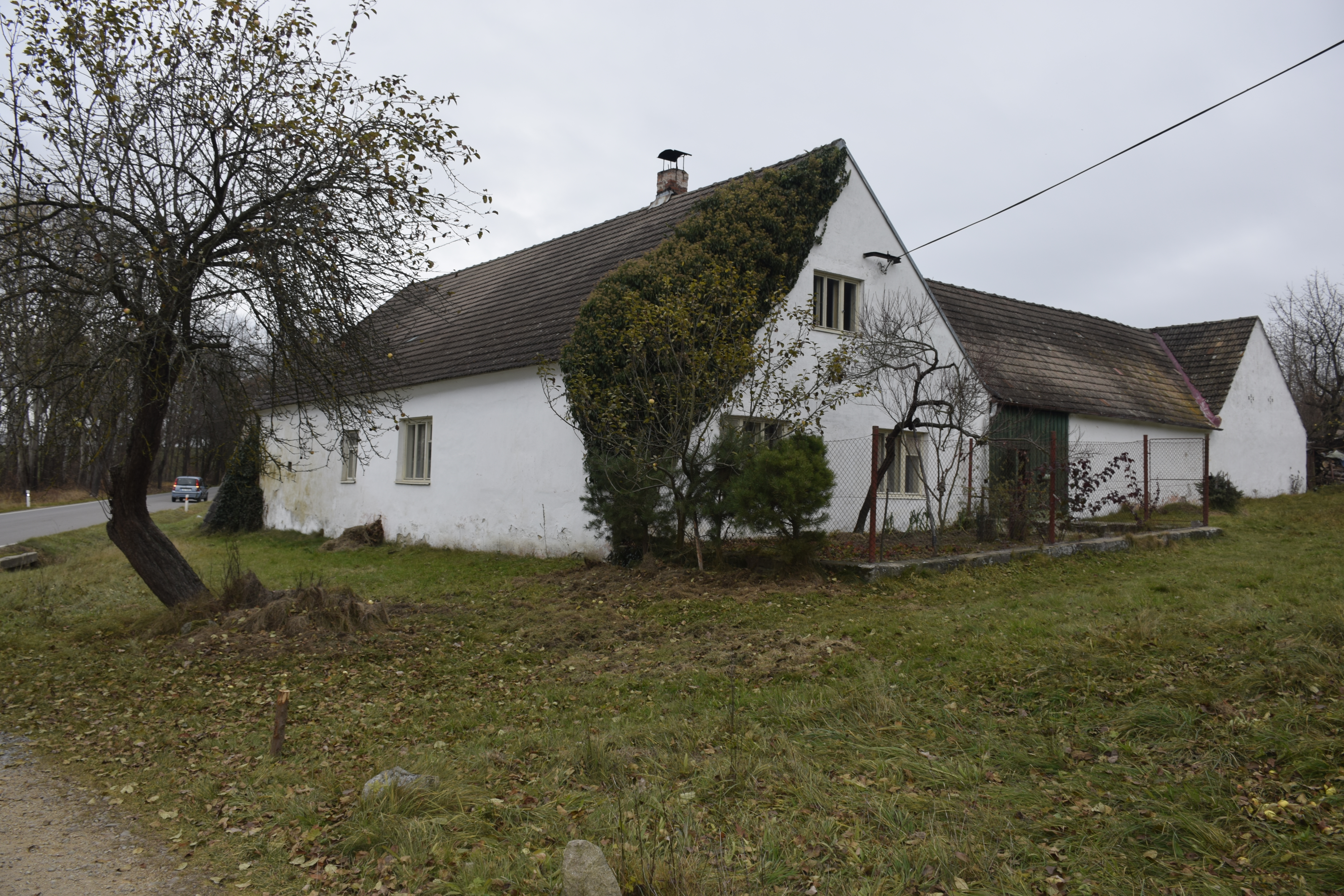
Gehöft in Třebíčko

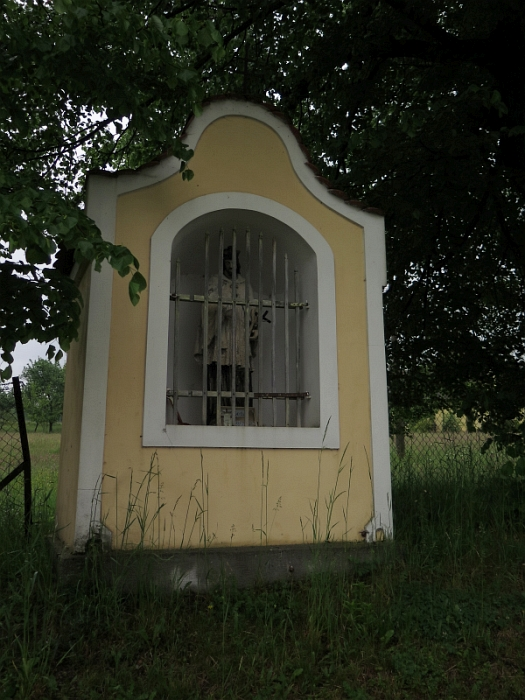
Nischenkapelle des hl. Johannes von Nepomuk

Třebíčko (deutsch Klein Triebsch) ist ein Ortsteil der Stadt Trhové Sviny (Schweinitz) in Tschechien. Das Dorf liegt drei Kilometer nördlich von Trhové Sviny (Schweinitz) und gehört zum Okres České Budějovice.

## Geographie
Die Streusiedlung Třebíčko befindet sich rechtsseitig über der Quellmulde des Baches Farský potok am Rande eines größeren Waldgebietes in den Novohradské podhůří (Gratzener Gebirgsvorland). Nördlich erhebt sich der Borovanský vrch (Forbeser Berg; 514 m n.m.). Durch den Ort führt die Staatsstraße II/157 zwischen Trhové Sviny und Borovany (Forbes).
Nachbarorte sind Borovany, Dvorec (Wurzen) und Jednota im Norden, Třebeč (Triebsch) und Brouskův Mlýn (Brousekmühle) im Nordosten, Červený Mlýn (Rothmühle) und Lhotka im Osten, Na Robotské, Trosky und Olešnice (Elexnitz) im Südosten, Bukvice (Bukwitz) und Trhové Sviny im Süden, Otěvěk (Hohendorf) im Südwesten, Vráž, Rankov (Rankau) und Čeřejov (Tscherau) im Westen sowie Ostrolovský Újezd (Aujest Ostrolow), U Šírků, Štrobl und Borovanský Mlýn (Forbeser Mühle) im Nordwesten.

## Geschichte
Die erste schriftliche Erwähnung des Vladikengutes Třebíčko erfolgte im Jahre 1381. Ab 1425 gehörte ein Teil des Dorfes zum Gut Ostrolovský Újezd, der andere zum Gut Rankov.
Im 16. und 17. Jahrhundert gehörte Třebíčko anteilig zu den Gütern Ostrolovský Újezd, Olešnice und Schweinitz (Herrschaft Gratzen). Im Gratzener Urbar von 1553 ist für Třebíčko lediglich der Viertelhüfner Blasius Beranek aufgeführt. Das Dorf erlosch während des Dreißigjährigen Krieges und blieb auch danach wüst. Auf den Fluren bestand lediglich ein Meierhof, den die königliche Stadt Budweis 1692 zusammen mit dem Gut Ostrolovský Újezd von Johann Lukas Kořensky von Tereschau erwarb. Die neue Siedlung Tržebiczko wurde im letzten Viertel des 18. Jahrhunderts auf den Fluren des emphyteutisierten Meierhofes Tržebiczko angelegt und der Ortsgemeinde Triebsch zugerechnet. 1788 bestand Triebsch bzw. Tržepsch  einschließlich Tržebiczko aus 48 Häusern, von denen 25 zum Gut Rausching, zwölf zur königlichen Stadt Budweis (Gut Aujest Ostrolow), sieben dem ehemaligen Augustiner-Chorherrenstift Forbes sowie je zwei dem Kloster Goldenkron bzw. zur Herrschaft Gratzen gehörten.
Im Jahre 1840 bestand das im Budweiser Kreis gelegene Dominikaldorf Třebicko aus 20 Häusern mit 119 tschechischsprachigen Einwohnern. Pfarr- und Schulort war Schweinitz. Bis zur Mitte des 19. Jahrhunderts blieb Třebicko dem der Stadt Budweis gehörigen Gut Ostrolow-Augezd untertänig.
Nach der Aufhebung der Patrimonialherrschaften bildete Třebičko ab 1850 einen Ortsteil der Gemeinde Třebsko /Tribsch im Gerichtsbezirk Schweinitz. 1868 wurde das Dorf dem Bezirk Budweis zugeordnet. Im Jahre 1869 bestand Třebičko aus 23 Häusern und hatte 176 Einwohner. Der Ortsname wurde in den 1870er Jahren in Třebíčko abgeändert. Im Jahre 1900 hatte Třebíčko 113 Einwohner, 1910 waren es 116. Nach der Einweihung der neuen Schule in Třebsko wurden ab 1904 auch die Kinder aus Třebíčko dort unterrichtet.
Nach dem Ersten Weltkrieg zerfiel der Vielvölkerstaat Österreich-Ungarn, das Dorf wurde 1918 Teil der neu gebildeten Tschechoslowakischen Republik. Beim Zensus von 1921 lebten in den 24 Häusern des Dorfes 113 Tschechen. 1930 lebten in den 22 Häusern von Třebíčko 96 Personen, die durchweg der tschechischen Volksgruppe angehörten. Nach dem Münchner Abkommen verblieb Třebíčko / Klein Triebsch im Oktober 1938 bei der Tschechoslowakei; zwischen 1939 und 1945 gehörte das Dorf zum Protektorat Böhmen und Mähren. Nach dem Ende des Zweiten Weltkrieges kam Třebíčko zur wiedererrichteten Tschechoslowakei zurück. 1949 wurde das Dorf Teil des neu gebildeten Okres Trhové Sviny. 1950 bestand Třebíčko aus 24 Häusern und hatte 85 Einwohner. Im Zuge der Gebietsreform von 1960 wurde Třebíčko dem Okres České Budějovice zugeordnet und am 1. Juli 1960 nach Trhové Sviny umgemeindet. Im Jahre 1970 lebten in den 18 Häusern von Třebíčko 63 Personen. 1991 lebten in den 20 Häusern des Dorfes 35 Personen. Beim Zensus von 2011 hatte Třebíčko 29 Einwohner und bestand aus 24 Wohnhäusern.

## Ortsgliederung
Zu Třebíčko gehören die Wohnplätze Budinka und Na Hvízdalkách. Der Ortsteil Třebíčko ist Teil des Katastralbezirkes Trhové Sviny.

## Sehenswürdigkeiten
- Nischenkapelle des hl. Johannes von Nepomuk, beim Gehöft Nr. 8. Sie wurde in der ersten Hälfte des 19. Jahrhunderts errichtet.

## Söhne und Töchter des Ortes
- František Strnad (1887–1967), Funktionär der Tschechischen Sozialdemokratischen Partei in Österreich. ab 1948 Generalsekretär des Tschechoslowakischen Zentralkomitees in Wien, und Buchautor[4]